# UvrABC endonukleáza
UvrABC(D) endonukleáza je bakteriální multienzymový komplex vyskytující se v E. coli a účastnící se postreplikační reparace DNA, při tzv. postreplikační excizi nukleotidů. Proto se taky někdy nazývá excinukleáza. Jedná se o opravný proces, který zahrnuje vyštěpení 12 nukleotidů, v místě výskytu genové mutace, a kompletizaci opravy DNA doplněním správný sekvence nukleotidů. Tento enzym je schopný oprav různého typu a velikosti poškození, včetně formace cyklobutylového dimeru.

## Mechanismus funkce
1. Dva UvrA proteiny formují dimer. Oba mají ATPázovou/GTPázovou aktivitu.
2. UvrA dimer se váže na UvrB a spolu formují trimer, který je schopný detekce poškození na DNA řetězci. UvrA dimer je zodpovědný za rozpoznání poškození DNA řetězce, pravděpodobně mechanismem detekce deformací helixu DNA.
3. UvrB podjednotka se připojí k helixu na straně poškození.
4. UvrA dimer se následně odpojí a místo něho se napojí UvrC proteinová podjednotka a vytvoří tak nový UvrBC dimer. Tento dimer je zodpovědný za rozštěpení poškozené části sekvence nukleotidů. UvrB rozštěpí fosfodiesterové vazby čtyř nukleotidů v místě mutace a UvrC rozštěpí fosfodiesterové vazby dalších osmi nukleotidů v tomto místě, ale opačným směrem. Vznikne tak sekvence 12 nukleotidů, které jsou vyštěpeny z řetězce.
5. DNA helikáza II (někdy také označovaná jako UvrD jednotka)odstraňuje vyštěpený segment odstraněním párování bází. UvrB je stále navázaná na svém místě, i když UvrC oddisociovala, protože má pravděpodobně úlohu zabránit opětovnému spojení vyštěpené DNA k „zdravému“ řetězci.
6. DNA polymeráza I současně hned doplní prázdné místo správnou sekvencí nukleotidů, zruší vazbu UvrB na DNA a poslední fosfodiesterovou vazbu kompletizuje DNA ligáza.